# Danguolė Rasalaitė
Danguolė Rasalaitė, född 19 maj 1983 i Kaunas i dåvarande Litauiska SSR i Sovjetunionen, död 10 januari 2000 i Malmö, var en flicka från Litauen. 17 november 1999 anlände hon till Sverige i tron om att hon skulle få arbeta som bärplockare. Istället tvingades hon prostituera sig i Arlöv, och hon tog en tid senare sitt liv. Rasalaitės livsöde har i omarbetad form skildrats i filmen Lilja 4-ever.

## Biografi

### Tidiga år
Rasalaitė föddes i storstaden Kaunas, och när hon var liten övergav hennes far familjen. När hon var 14 år flyttade familjen till småstaden Žiežmariai längre österut. Strax därpå bestämde sig Rasalaitės mor och dennas nya pojkvän att resa till USA för att söka lyckan. De lämnade samtidigt kvar Rasalaitė och hennes syster i Žiežmariai. Båda föräldrarna hade dessförinnan misskött sitt föräldraansvar, och i USA satt mannen sedan i fängelse på livstid.
Därefter bodde Rasalaitė i ett halvår tillsammans med sin vän Della, medan Rasalaitės mormor – den egentliga vårdnadshavaren – endast inkasserade barnbidraget för dotterdottern. Modern avsade sig mindre än ett år senare all kontakt och ansvar för flickan i ett brev till barnavårdsinspektören i Žiežmariai. Efter att Dangoulės syster flyttade till Tyskland fick hon lov att försöka klara sig på egen hand.
Som 16-åring hade Rasalaitė talat om för sin mormor att hon fått inlett en relation med en man som sade sig kunna ordna arbete åt henne. Mannen gav henne ett falskt pass och satte henne på flyget från Litauen. Rasalaitė kom till Sverige med mannen, ibland definierad som hennes pojkvän.

### Resa till Sverige
17 september 1999 anlände Rasalaitė med flygplan till Kristianstad. Hon släpptes in i landet, trots att hennes falska pass inte presenterade hennes eget foto. Väl framme fråntogs hon sitt falska pass, fick en ny identitet som 19-åriga "Kristna Sminite" och kördes till Arlöv, där hon låstes in i en lägenhet. Hon fick veta att hon stod i skuld till mannen som ordnat resan – över 20 000 kronor för pass och resa – och att hon måste betala av summan genom att sälja sig som prostituerad. Antingen kom kunderna till lägenheten, eller så skjutsades Rasalaitė till dem.
Efter två veckor i prostitution lyckades Rasalaitė i ett obevakat ögonblick fly från lägenheten genom ett öppet fönster. Enligt uppgift vågade hon inte kontakta polisen utan flydde istället med hjälp av en av hennes sexköpare till Malmö, där hon träffade en 28- eller 29-årig man från Makedonien och med albansk etnicitet som erbjöd henne logi; han hade då bott i Sverige i tre års tid. Det har senare framkommit att hon under kvällen den 6 januari 2000 blev våldtagen av både den makedonske mannen och hans vänner. Rasalaitė behövde inte betala hyra men förutsattes fortsätta sälja sexuella tjänster. Rasalaitė hade själv åsikten att hon och 28-åringen hade en relation.

### Sista tid
Rasalaitė bodde därefter tillsammans i lägenhet med en 17-årig flicka, Melita Causevic (även Rexhepi), som blev nära vän till Rasalaitė. Det är Melita som har berättat mycket om vad som hände den sista månaden i Rasalaitės liv. Bland annat ska Melita, när hon insett situationen, ha velat gå till polisen men ha blivit avrådd av Rasalaitė. Denna fruktade att behöva bli deporterad tillbaka till Litauen och riskera att bli mördad, en rädsla som delvis kom via indoktrinering från hennes hallick[ar].
Den 7 januari 2000 hoppade Rasalaitė från en motorvägsbro vid Krusegatan i Malmö, i akt och mening att begå självmord. Enligt väninnan Melita Causevic hade hon druckit stora mängder sprit i samband med en fest kvällen innan i den lägenhet som de tre väninnorna delade. Rasalaitė hade sedan tidigare umgåtts med självmordstankar men aldrig tidigare gjort något självmordsförsök, och ett bråk mellan Rasalaitė och en väninna föregick händelsen. Hon fördes till sjukhus men dog tre dagar senare, till följd av de skador hon ådragit sig. Rasalaitė återfick aldrig medvetandet under sin tid på sjukhuset.

## Efterspel

### Brottsfallet
Rasalaitė hade i samband med intagningen på sjukhus inget pass eller andra identifikationshandlingar på sig, men polisen fann två telefonnummer nedskrivna på papper i hennes vänstra byxficka. Med hjälp av detta spårade Malmö-polisen lägenheten i Arlöv där hon hade hållits inspärrad, där det även fanns två andra flickor (varav en 13 år gammal). I lägenheten, som Rasalaitė, Causevic och ytterligare en tjejkompis delade, fann man Rasalaitės ägodelar och tre avskedsbrev till hennes väninnor i Litauen. Hon hade blivit lurad av en man – "ryssen".
Den 6 april 2000 höll polis förhör med personen som höll Rasalaitė i lägenheten i Arlöv. Giedrius, den så kallade "ryssen", beskrivs i en radiodokumentär 2020 ha varit drygt 30 år, 195 cm lång, muskulös och stammande från Litauen. Han skulle ha arbetat på en gård söder om Malmö. När polis kom till platsen hade mannen redan lämnat landet. Giedrius lämnade Sverige för Litauen den 13 april. Den 4 maj identifierades Giedrius med säkerhet. 31 maj var Giedrius i sin frånvaro skäligen misstänkt för koppleri, men ärendet lades ner redan i augusti samma år. En annan man, som medföljt Rasalaitė på resan till Sverige, utfrågades men släpptes fri då han sa sig vara okunnig om det senare händelseförloppet.
2019 hade ingen ställts till svars för frihetsberövandet, koppleriet med mera i samband med Danguolė Rasalaitė.

### Film och uppmärksammande
Lukas Moodysson regisserade 2002 filmen Lilja 4-ever (2002), som bygger på Danguolė Rasalaitės livsöde.
Den 23 januari 2006 talade drottning Silvia mot mansvåld och berättade om Rasalaitės liv och död. Både Moodyssons film och Rasalaitės livsöde har använts som symbol och diskussionsunderlag för mansvåld, tvångsprostitution och människohandel för sexuella ändamål, den svenska lagstiftningen på området, kapitalismens avigsidor samt utsatthet och fattigdom i det postsovjetiska Östeuropa.